# Virginia Weidler
Virginia Weidler – amerykańska dziecięca aktorka filmowa.